# Sant Pere Despuig (Kirche)

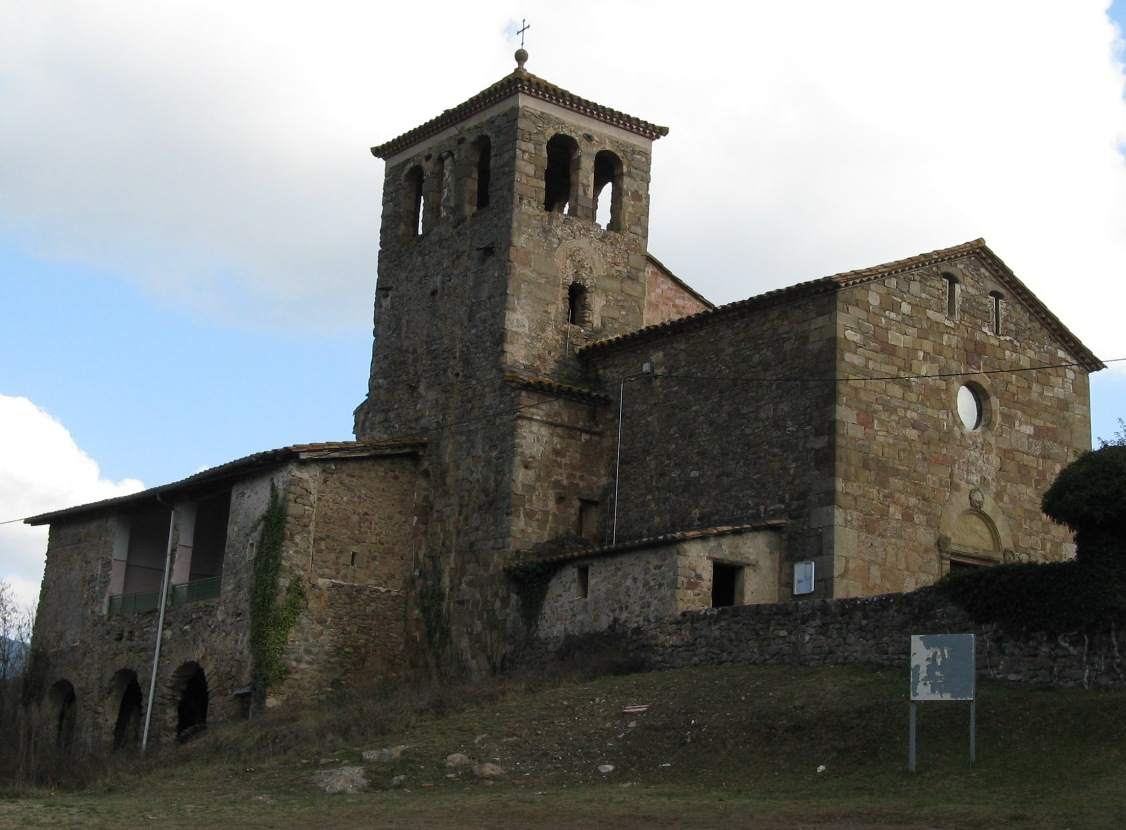
Die romanische Kirche Sant Pere Despuig

Die Kirche Sant Pere Despuig (auch: Sant Pere del Puig) ist ursprünglich eine romanische Kirche im gleichnamigen Weiler in der Gemeinde „La Vall de Bianya“ in der katalanischen Provinz Girona in Spanien, die im Laufe der Jahrhunderte baulich stark modifiziert wurde.
Im Jahr 964 weihte Bischof Arnulf von Girona die neue Pfarrkirche von „Sant Pere Despuig“ ein. Der heutige Kirchenbau geht in seinen romanischen Ursprüngen auf das 12. Jahrhundert zurück. Erhalten sind noch Außenmauern dieses Kirchenbaus. Im 18. Jahrhundert wurde die ursprüngliche Ausrichtung dieser Kirche in eine Nord-Süd-Ausrichtung geändert. Deshalb gibt es nur noch wenige Baureste der romanischen Kirche aus dem 12. Jahrhundert. Solche Reste findet man in der Süd-West-Ecke der Kirche, wo der Glockenturm steht. Dieser selbst wurde permanent umgebaut. Auf dem Türsturz der aktuellen Eingangstür im Süden ist das Jahr 1782 eingraviert.
In der Kirche befand sich bis 1936 die „Mare de Déu de Gràcia“, eine sitzende romanische Mutter-Gottes-Figur. Diese ist in den ikonoklastischen Umtrieben kurz vor Beginn des Spanischen Bürgerkrieges abhandengekommen.
Der Name des Toponyms und der Kirche „Sant Pere Despuig“ weist auf den Standort, einen kleinen Hügel in der Ebene von Bianya hin.

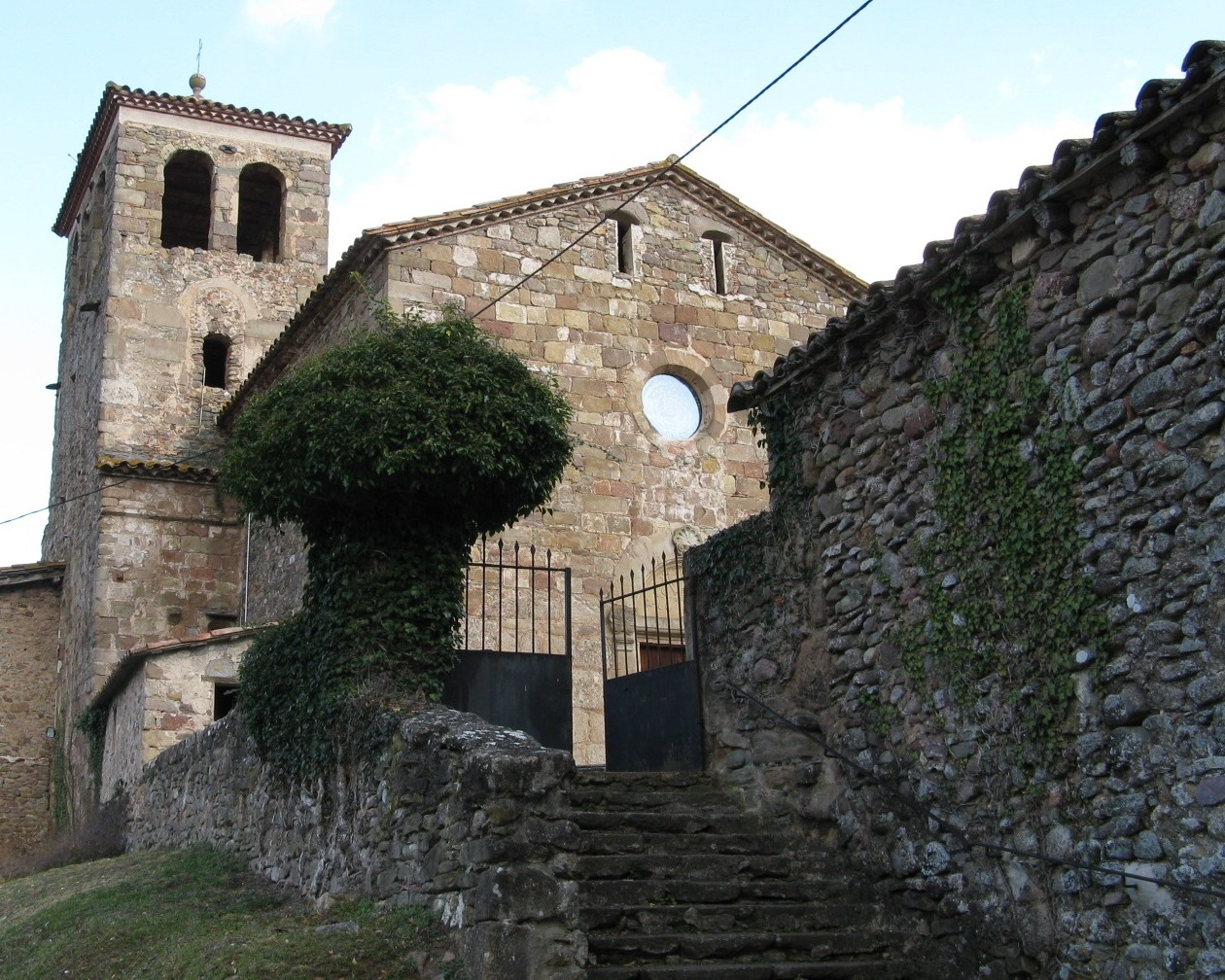
Die romanische Kirche Sant Pere Despuig